# Short track na Zimowych Igrzyskach Olimpijskich 1988
Short track na Zimowych Igrzyskach Olimpijskich 1988 – dyscyplina pokazowa rozgrywana podczas igrzysk w dniach 22–25 lutego 1988 w Calgary, w Kanadzie. Zawody odbyły się w dziesięciu konkurencjach: 500, 1000, 1500, 3000 m mężczyzn i kobiet, a także sztafeta na 5000 m mężczyzn i na 3000 m kobiet. Zawody toczyły się w Max Bell Arena. Był to jedyny przypadek w historii igrzysk, gdy short track rozgrywano w tym samym miejscu co curling.

## Terminarz
Oficjalny terminarz igrzysk.
| Data                         | Konkurencja                             |
| ---------------------------- | --------------------------------------- |
| 22 lutego                    | 1500 m mężczyzn (kwalifikacje)          |
| 22 lutego                    | 1500 m mężczyzn (półfinały)             |
| 22 lutego                    | 1500 m mężczyzn (finał)                 |
| 22 lutego                    | Sztafeta 5000 m mężczyzn (kwalifikacje) |
| 23 lutego                    | 500 m kobiet (kwalifikacje)             |
| 23 lutego                    | 500 m kobiet (ćwierćfinały)             |
| 23 lutego                    | 500 m kobiet (półfinały)                |
| 23 lutego                    | 500 m kobiet (finał)                    |
| 23 lutego                    | 1500 m kobiet (kwalifikacje)            |
| 23 lutego                    | 1500 m kobiet (półfinały)               |
| 23 lutego                    | 1500 m kobiet (finał)                   |
| 23 lutego                    | 3000 m kobiet (kwalifikacje)            |
| 23 lutego                    | Sztafeta 3000 m kobiet (kwalifikacje)   |
| 23 lutego                    | 500 m mężczyzn (kwalifikacje)           |
| 23 lutego                    | 500 m mężczyzn (ćwierćfinały)           |
| 23 lutego                    | 500 m mężczyzn (półfinały)              |
| 23 lutego                    | 500 m mężczyzn (finał)                  |
| 23 lutego                    | 3000 m mężczyzn (kwalifikacje)          |
| 24 lutego                    | 3000 m kobiet (półfinały)               |
| 24 lutego                    | 3000 m kobiet (finał)                   |
| 24 lutego                    | Sztafeta 3000 m kobiet (finał)          |
| 24 lutego                    | 1000 m mężczyzn (kwalifikacje)          |
| 24 lutego                    | 1000 m mężczyzn (półfinały)             |
| 24 lutego                    | 1000 m mężczyzn (finał)                 |
| 25 lutego                    |                                         |
| 1000 m kobiet (kwalifikacje) |                                         |
| 1000 m kobiet (półfinały)    |                                         |
| 1000 m kobiet (finał)        |                                         |
| 3000 m mężczyzn (półfinały)  |                                         |
| 3000 m mężczyzn (finał)      |                                         |

## Wyniki

### Kobiety

#### 500 m[1]

##### Finał B
| Miejsce | Zawodniczka      | Reprezentacja |
| ------- | ---------------- | ------------- |
| 1.      | Yumiko Yamada    | Japonia       |
| 2.      | Cristina Sciolla | Włochy        |
| DNF     | Eiko Shishii     | Japonia       |
| DNF     | Simone Velzeboer | Holandia      |

##### Finał A
| Miejsce | Zawodniczka       | Reprezentacja |
| ------- | ----------------- | ------------- |
| 1.      | Monique Velzeboer | Holandia      |
| 2.      | Eden Donatelli    | Kanada        |
| 3.      | Li Yan            | Chiny         |
| 4.      | Sylvie Daigle     | Kanada        |

#### 1000 m[2]

##### Finał B
| Miejsce | Zawodniczka                | Reprezentacja |
| ------- | -------------------------- | ------------- |
| 1.      | Eden Donatelli             | Kanada        |
| 2.      | Maria Rosa Candido         | Włochy        |
| 3.      | Nathalie Lambert           | Kanada        |
| 4.      | Wiktorija Troicka-Taranina | ZSRR          |
| 5.      | Valérie Barizza            | Francja       |
| DNF     | Yumiko Yamada              | Japonia       |

##### Finał A
| Miejsce | Zawodniczka       | Reprezentacja |
| ------- | ----------------- | ------------- |
| 1.      | Li Jinyan         | Chiny         |
| 2.      | Sylvie Daigle     | Kanada        |
| 3.      | Monique Velzeboer | Holandia      |
| 4.      | Qiao Jing         | Chiny         |
| 5.      | Maryse Perreault  | Kanada        |
| DSQ     | Li Yan            | Chiny         |

#### 1500 m[3]

##### Finał B
| Miejsce | Zawodniczka        | Reprezentacja    |
| ------- | ------------------ | ---------------- |
| 1.      | Maria Rosa Candido | Włochy           |
| 2.      | Maryse Perreault   | Kanada           |
| 3.      | Li Jinyan          | Chiny            |
| 4.      | Yoo Boo-won        | Korea Południowa |
| 5.      | Qiao Jing          | Chiny            |
| DNF     | Lee Yoon-sook      | Korea Południowa |

##### Finał A
| Miejsce | Zawodniczka       | Reprezentacja |
| ------- | ----------------- | ------------- |
| 1.      | Sylvie Daigle     | Kanada        |
| 2.      | Monique Velzeboer | Holandia      |
| 3.      | Li Yan            | Chiny         |
| 4.      | Eiko Shishii      | Japonia       |
| 5.      | Yumiko Yamada     | Japonia       |
| 6.      | Nathalie Lambert  | Kanada        |

#### 3000 m[4]
| Miejsce | Zawodniczka        | Reprezentacja |
| ------- | ------------------ | ------------- |
| 1.      | Eiko Shishii       | Japonia       |
| 2.      | Sylvie Daigle      | Kanada        |
| 3.      | Maria Rosa Candido | Włochy        |
| 4.      | Hiromi Takeuchi    | Japonia       |
| 5.      | Li Yan             | Chiny         |
| 6.      | Nathalie Lambert   | Kanada        |
| 7.      | Nobuko Yamada      | Japonia       |
| 8.      | Maryse Perreault   | Kanada        |

#### Sztafeta 3000 m[5]
| Miejsce | Reprezentacja |
| ------- | ------------- |
| 1.      | Włochy        |
| 2.      | Japonia       |
| 3.      | Kanada        |
| 4.      | Chiny         |

### Mężczyźni

#### 500 m[6]

##### Finał B
| Miejsce | Zawodnik         | Reprezentacja    |
| ------- | ---------------- | ---------------- |
| 1.      | Michel Daignault | Kanada           |
| 2.      | Orazio Fagone    | Włochy           |
| DNF     | Kim Ki-hoon      | Korea Południowa |
| DNF     | Toshinobu Kawai  | Japonia          |

##### Finał A
| Miejsce | Zawodnik            | Reprezentacja   |
| ------- | ------------------- | --------------- |
| 1.      | Wilf O’Reilly       | Wielka Brytania |
| 2.      | Mario Vincent       | Kanada          |
| 3.      | Tatsuyoshi Ishihara | Japonia         |
| 4.      | Robert Dubreuil     | Kanada          |

#### 1000 m[7]

##### Finał B
| Miejsce | Zawodnik         | Reprezentacja    |
| ------- | ---------------- | ---------------- |
| 1.      | Kim Ki-hoon      | Korea Południowa |
| 2.      | Richard Suyten   | Holandia         |
| 3.      | Didier Claeys    | Belgia           |
| 4.      | Orazio Fagone    | Włochy           |
| 5.      | Tsutomu Kawasaki | Japonia          |

##### Finał A
| Miejsce | Zawodnik            | Reprezentacja    |
| ------- | ------------------- | ---------------- |
| 1.      | Wilf O’Reilly       | Wielka Brytania  |
| 2.      | Michel Daignault    | Kanada           |
| 3.      | Marc Bella          | Francja          |
| 4.      | Tatsuyoshi Ishihara | Japonia          |
| 5.      | Louis Grenier       | Kanada           |
| 6.      | Bob Peretti         | Włochy           |
| DSQ     | Lee Joon-ho         | Korea Południowa |

#### 1500 m[8]

##### Finał B
| Miejsce | Zawodnik            | Reprezentacja     |
| ------- | ------------------- | ----------------- |
| 1.      | Lee Joon-ho         | Korea Południowa  |
| 2.      | Tatsuyoshi Ishihara | Japonia           |
| 3.      | Yūichi Akasaka      | Japonia           |
| 4.      | Toshinobu Kawai     | Japonia           |
| 5.      | Tsutomu Kawasaki    | Japonia           |
| 6.      | Pat Moore           | Stany Zjednoczone |

##### Finał A
| Miejsce | Zawodnik         | Reprezentacja    |
| ------- | ---------------- | ---------------- |
| 1.      | Kim Ki-hoon      | Korea Południowa |
| 2.      | Louis Grenier    | Kanada           |
| 3.      | Orazio Fagone    | Włochy           |
| 4.      | Bob Peretti      | Włochy           |
| 5.      | Mario Vincent    | Kanada           |
| 6.      | Michel Daignault | Kanada           |

#### 3000 m[9]
| Miejsce | Zawodnik            | Reprezentacja    |
| ------- | ------------------- | ---------------- |
| 1.      | Lee Joon-ho         | Korea Południowa |
| 2.      | Charles Veldhoven   | Holandia         |
| 3.      | Michel Daignault    | Kanada           |
| 4.      | Peter van der Velde | Holandia         |
| 5.      | Mario Vincent       | Kanada           |
| 6.      | Mo Ji-soo           | Korea Południowa |
| 7.      | Tatsuyoshi Ishihara | Japonia          |
| 8.      | Jaco Mos            | Holandia         |

#### Sztafeta 5000 m[10]
| Miejsce | Reprezentacja     |
| ------- | ----------------- |
| 1.      | Holandia          |
| 2.      | Włochy            |
| 3.      | Kanada            |
| 4.      | Stany Zjednoczone |